# Klasika Primavera
Klasika Primavera er et spansk endagsløb i landevejscykling som arrangeres hvert år i april. Løbet er blevet arrangeret siden 1946. Løbet er af UCI klassificeret med 1.1 og er en del af UCI Europe Tour.

## Vindere
| År                                           | Vinder                       | Toer                    | Treer                        |        |
| -------------------------------------------- | ---------------------------- | ----------------------- | ---------------------------- | ------ |
| uofficielle udgaver                          |                              |                         |                              |        |
| 1946                                         | Dalmacio Langarica           | Miguel Lizarazu         | Francisco Expósito           |        |
| 1947                                         | Miguel Poblet                | José López Gandara      | Julián Berrendero            |        |
| 1948-1954 ikke arrangeret officielle udgaver |                              |                         |                              |        |
| 1955                                         | Hortensio Vidaurreta García  | Jesús Loroño            | Carmelo Morales              |        |
| 1956                                         | Cosme Barrutia Iturriagoitia | Jesús Morales Erostarbe | Antón Barrutia Iturriagoitia |        |
| 1957                                         | Emilio Cruz Díaz             | Carmelo Morales         | Francisco Moreno Martínez    |        |
| 1958                                         | Antonio Karmany              | Jacinto Urrestarazu     | Jesús Davoz Gorrotxategi     |        |
| 1959                                         | Roberto Morales              | Carmelo Morales         | Francisco Moreno Martínez    |        |
| 1960                                         | Carmelo Morales              | Felipe Alberdi          | Antonio Karmany              |        |
| 1961                                         | Julio San Emeterio Abascal   | Miguel Muruaga          | Roberto Morales              |        |
| 1962                                         | Francisco Gabica             | Eusebio Vélez           | Antón Barrutia Iturriagoitia |        |
| 1963                                         | Eusebio Vélez                | José Antonio Momeñe     | Manuel Martín Piñera         |        |
| 1964                                         | Eusebio Vélez                | Rafael Carrasco Guerra  | José Pérez Francés           |        |
| 1965                                         | José Pérez Francés           | Luis Otaño              | Ramón Sáez Marzo             |        |
| 1966                                         | Antonio Gómez del Moral      | José Antonio Momeñe     | José Pérez Francés           |        |
| 1967                                         | Antonio Gómez del Moral      | José Manuel López       | Jorge Mariné                 |        |
| 1968                                         | Eusebio Vélez                | Domingo Perurena        | Salvador Canet García        |        |
| 1969                                         | José Manuel Lasa             | Antonio Gómez del Moral | José Manuel López            |        |
| 1970                                         | Carlos Echeverría            | Joaquim Galera          | Jesús Aranzabal              |        |
| 1971                                         | Domingo Perurena             | José Manuel López       | Agustín Tamames              |        |
| 1972                                         | José Gómez Lucas             | José Luis Abilleira     | Agustín Tamames              |        |
| 1973                                         | Miguel María Lasa            | José Luis Abilleira     | Ventura Díaz                 |        |
| 1974                                         | Andrés Oliva                 | Domingo Perurena        | José Luis Abilleira          |        |
| 1975                                         | Antonio Martos Aguilar       | José Martins Freitas    | José Antonio González        |        |
| 1976                                         | Enrique Cima                 | Javier Elorriaga        | Eulalio García Pereda        |        |
| 1977                                         | Vicente López Carril         | Enrique Cima            | Klaus-Peter Thaler           |        |
| 1978                                         | Domingo Perurena             | Jesús Suárez Cueva      | Eulalio García Pereda        |        |
| 1979                                         | Miguel María Lasa            | Dominique Sanders       | Jesús Suárez Cueva           |        |
| 1980                                         | Juan Fernández               | Miguel María Lasa       | Pedro Vilardebo              |        |
| 1981                                         | José Luis López Cerrón       | Eulalio García Pereda   | Vicente Belda                |        |
| 1982                                         | Jesús Suárez Cueva           | Eulalio García Pereda   | Juan Fernández               |        |
| 1983                                         | Juan Fernández               | Juan-Carlos Alonso      | Marino Lejarreta             |        |
| 1984                                         | José Luis Navarro Martínez   | Jesús Rodríguez Magro   | Felipe Yáñez                 |        |
| 1985                                         | Federico Echave              | José Recio              | Iñaki Gastón                 |        |
| 1986                                         | Federico Echave              | Marino Lejarreta        | Peter Hilse                  |        |
| 1987                                         | Julián Gorospe               | Federico Echave         | Marino Lejarreta             |        |
| 1988                                         | Jørgen V. Pedersen           | Peter Hilse             | Vicente Ridaura              |        |
| 1989                                         | Marino Lejarreta             | Álvaro Pino             | Federico Echave              |        |
| 1990                                         | Iñaki Gastón                 | Jesús Montoya           | Marino Lejarreta             |        |
| 1991                                         | Jesús Montoya                | Julián Gorospe          | Jon Unzaga                   |        |
| 1992                                         | Federico Echave              | Mikel Zarrabeitia       | Iñaki Gastón                 |        |
| 1993                                         | Jon Unzaga                   | Pedro Delgado           | Fernando Escartín            |        |
| 1994                                         | Melcior Mauri                | Jesús Montoya           | Raúl Alcalá                  |        |
| 1995                                         | Laurent Jalabert             | Mauro Gianetti          | Fernando Escartín            |        |
| 1996                                         | Mauro Gianetti               | Pascal Richard          | Piotr Ugrumov                |        |
| 1997                                         | Mikel Zarrabeitia            | Laurent Jalabert        | Stéphane Heulot              |        |
| 1998                                         | Roberto Heras                | Udo Bölts               | Daniel Clavero               |        |
| 1999                                         | Roberto Heras                | Davide Rebellin         | David Etxebarria             |        |
| 2000                                         | Unai Etxebarria              | Udo Bölts               | Roberto Heras                |        |
| 2001                                         | Igor Astarloa                | Eddy Mazzoleni          | Gianni Faresin               |        |
| 2002                                         | Ángel Vicioso                | Unai Etxebarria         | David Etxebarria             |        |
| 2003                                         | Alejandro Valverde           | Samuel Sánchez          | Nicki Sørensen               |        |
| 2004                                         | Alejandro Valverde           | Eddy Mazzoleni          | Jens Voigt                   |        |
| 2005                                         | David Etxebarria             | Damiano Cunego          | Aitor Osa                    |        |
| 2006                                         | Carlos Sastre                | Damiano Cunego          | Joaquim Rodríguez            |        |
| 2007                                         | Joaquim Rodríguez            | Alejandro Valverde      | Matteo Bono                  |        |
| 2008                                         | Damiano Cunego               | Alejandro Valverde      | Kjell Carlström              |        |
| 2009                                         | Alejandro Valverde           | Egoi Martínez           | José Herrada                 |        |
| 2010                                         | Samuel Sánchez               | Igor Antón              | Fränk Schleck                |        |
| 2011                                         | Jonathan Hivert              | David López             | Nick Nuyens                  |        |
| 2012                                         | Giovanni Visconti            | Alejandro Valverde      | Igor Antón                   |        |
| 2013                                         | Rui Costa                    | Pablo Urtasun           | Alberto Contador             |        |
| 2014                                         | Pello Bilbao                 | Gorka Izagirre          | David Belda                  |        |
| 2015                                         | José Herrada                 | Jevgenij Sjalunov       | Carlos Barbero               |        |
| 2016                                         | Giovanni Visconti            | Gorka Izagirre          | Sergio Pardilla              |        |
| 2017                                         | Gorka Izagirre               | Wilmar Paredes          | Rui Vinhas                   |        |
| 2018                                         | Andrey Amador                | Alejandro Valverde      | Wilmar Paredes               |        |
| 2019                                         | Carlos Betancur              | Carlos Quintero         | Eduard Prades                |        |
| 2020                                         | aflyst                       | aflyst                  | aflyst                       | aflyst |
| 2021                                         | aflyst                       | aflyst                  | aflyst                       | aflyst |